# Peslières
Peslières är en kommun i departementet Puy-de-Dôme i regionen Auvergne-Rhône-Alpes i centrala Frankrike. Kommunen ligger i kantonen Jumeaux som tillhör arrondissementet Issoire. År 2022 hade Peslières 54 invånare.

## Befolkningsutveckling
Antalet invånare i kommunen Peslières
| Referens: INSEE |